# Despedida de Solteiro (telenovela)
Despedida de Solteiro é uma telenovela brasileira produzida e exibida pela TV Globo de 1 de junho de 1992 a 29 de janeiro de 1993, em 207 capítulos. Substituiu Felicidade e foi substituída por Mulheres de Areia, sendo a 43ª "novela das seis" exibida pela emissora.
Escrita por Walther Negrão com a colaboração de Rose Calza, Ângela Carneiro e Margareth Boury, teve a direção de Reynaldo Boury, Cláudio Cavalcanti e Carlos Manga Júnior.
Contou com as atuações de Paulo Gorgulho, Lúcia Veríssimo, Felipe Camargo, Tássia Camargo, João Vitti, Rita Guedes, Helena Ranaldi e Eduardo Galvão.

## Enredo
A trama tem início em 1985, na fictícia cidade de Remanso, quando os amigos Pedro (Paulo Gorgulho), Pasqual Papagaio (Eduardo Galvão) e Xampu (João Vitti) se reúnem para a despedida de solteiro de João Marcos (Felipe Camargo). A farra termina numa cachoeira, onde a prostituta Salete (Gabriela Alves), uma das jovens que estavam no grupo, é assassinada. Durante a cerimônia de casamento com Lenita (Tássia Camargo), João Marcos é levado preso, junto com os três amigos, e todos são condenados a 21 anos de prisão pela morte de Salete – crime que não cometeram.
A tragédia envolvendo os quatro jovens atinge a vida de outros personagens da história, como Flávia (Lúcia Veríssimo), irmã de Xampu e apaixonada por Pedro, e Marta (Lucinha Lins), que para assumir os negócios do irmão Pasqual, abriu mão do próprio filho Léo (Patrick de Oliveira), que foi criado pelo bondoso florista Vitório (Elias Gleizer). A vida de Lenita também muda radicalmente: Desiludida, ela desiste de esperar João Marcos sair da cadeia e casa-se com Sérgio Santarém (Marcos Paulo), um advogado poderoso e mau-caráter.
Após sete anos de prisão, os amigos retornam à Remanso em liberdade condicional. Xampu volta muito doente, tendo contraído Hepatite B na prisão, e antes de morrer, casa-se com a interesseira Bianca (Rita Guedes), que deseja usufruir do dinheiro da família dele junto com a mãe, Soraia (Ana Rosa). A morte de Xampu é um duro golpe para sua mãe, Emília (Lolita Rodrigues), que passa a nutrir ainda mais ódio contra Pedro, a quem culpa pela morte de filho, fazendo de tudo para impedir seu romance com Flávia.
Os três amigos não sabem, mas foi o próprio Sérgio, advogado de defesa deles, quem apressou suas condenações. Além disso, também foi ele quem matou Salete, com o objetivo de incriminá-los, pois ele sempre foi apaixonado por Lenita, e não aceitava que ela se envolvesse com outra pessoa. Agora, eles precisam lutar novamente contra Santarém, que não medirá esforços para incriminá-los e mandá-los de volta para a cadeia,  ainda mais porque Lenita, nunca esqueceu o ex-noivo, João Marcos.

## Repercussão
A trama deu destaque aos atores Ana Rosa e Elias Gleizer. A atriz, que interpretou a deslumbrada e cafona Soraia em seu sonho de casar a filha, Bianca (Rita Guedes), com um homem rico, enquanto o ator novamente interpretou um velhinho bonachão, Vitório, em seu relacionamento com o menino Léo (Patrick de Oliveira).
O vilão Sérgio Santarém foi tão odiado pelo público da novela que Marcos Paulo, seu intérprete, era xingado nas ruas. O ator conta que uma senhora chegou a tirar o sapato para bater nele.
Despedida de Solteiro foi exibida em Portugal, com grande sucesso, sendo também exibida na Bolívia, Chile, Equador, Guatemala, Nicarágua, Paraguai, Peru, República Dominicana, Uruguai e Venezuela.

## Elenco
| Intérprete          | Personagem                                 |
| ------------------- | ------------------------------------------ |
| Felipe Camargo      | João Marcos Batista Barbosa                |
| Tássia Camargo      | Madalena Chaddade Batista Barbosa (Lenita) |
| Marcos Paulo        | Sérgio Santarém                            |
| Paulo Gorgulho      | Pedro da Vinci                             |
| Lúcia Veríssimo     | Flávia Souza Bastos                        |
| Eduardo Galvão      | Paschoal Cavini (Paschoal Papagaio)        |
| Lucinha Lins        | Marta Cavini                               |
| Elias Gleizer       | Vitório da Vinci                           |
| Lolita Rodrigues    | Emília Souza Bastos                        |
| Mauro Mendonça      | Sirineo Salgado (Sirineo Farfan)           |
| Cristina Mullins    | Maria do Socorro Batista Barbosa (Socorro) |
| Ana Rosa            | Soraya Salgado                             |
| Rita Guedes         | Bianca Salgado Souza Bastos                |
| Helena Ranaldi      | Nina Salgado                               |
| Jayme Periard       | Michael Azevedo O'Brien (Mike)             |
| Yoná Magalhães      | Lola                                       |
| Othon Bastos        | Jorge Jordão                               |
| Maria Estela        | Inês Chaddade                              |
| Sérgio Viotti       | Dr. Gabriel Chaddade                       |
| Léa Camargo         | Idalina Batista Barbosa (Dona Dala)        |
| Cinira Camargo      | Glória                                     |
| Guga Coelho         | Franco                                     |
| Patrícia Perrone    | Paula Chaddade                             |
| Frederico Mayrink   | Eduardo Chaddade (Dudu)                    |
| Bárbara Fazzio      | Regina Santarém                            |
| André Valli         | Gil                                        |
| Castro Gonzaga      | Juiz Homero                                |
| Letícia Spiller     | Debbie                                     |
| Danton Mello        | Rafa (Rafael)                              |
| Lu Frota            | Maria de Fátima (Fafá)                     |
| Leila Lopes         | Carolina (Carol)                           |
| Maria Duda          | Maria da Penha (Penha)                     |
| Vicente Barcelos    | Delegado Damasceno                         |
| Lina Fróes          | Vilma                                      |
| Jacyra Sampaio      | Elza                                       |
| Naura Schneider     | Elisabeth (Beth)                           |
| Chico Tenreiro      | Décio Arruda                               |
| Lafayette Galvão    | Padre Celso                                |
| Alice de Carli      | Janete                                     |
| Mara Sandes         | Tereza                                     |
| Jussara Calmon      | Dora (Dorinha)                             |
| Adenor de Souza     | Geraldo                                    |
| Patrick de Oliveira | Leonardo da Vinci II (Léo)                 |
| Fernanda Nobre      | Abigail Chaddade (Bibi)                    |

### Participações Especiais
| Intérprete          | Personagem                                                     |
| ------------------- | -------------------------------------------------------------- |
| João Vitti          | Matheus Souza Bastos (Xampu)                                   |
| Gabriela Alves      | Salete                                                         |
| Geórgia Gomide      | Cartomante                                                     |
| Mário Lago          | Padre                                                          |
| Paulo Goulart       | Delegado de polícia                                            |
| Bárbara Dewet       | Lenita (criança)                                               |
| Ênio Santos         | Julio (garçom de Lola)                                         |
| Estefano Broering   | Porteiro do prédio de Yan no Rio de Janeiro                    |
| Felipe Carone       | Juiz do divórcio de Lenita                                     |
| Germano Filho       | Gino                                                           |
| Alexandre Lippiani  | Roger                                                          |
| Newton Martins      | Jorge                                                          |
| Mário Cardoso       | Ferdinando                                                     |
| David Cardoso       | Corumbá                                                        |
| Pierre Bittencourt  | Sérgio Santarém (criança)                                      |
| Buza Ferraz         | Yan                                                            |
| José Augusto Branco | Dr. Cintra                                                     |
| Egon Júnior         | Guto (Augusto)                                                 |
| Karina Mello        | Simone                                                         |
| Paulo Pinheiro      | Luiz (gerente do hotel)                                        |
| Bete Mendes         | Elisa (funcionária do abrigo que Pedro morou quando criança)   |
| Zeni Pereira        | Felícia (funcionária do abrigo que Pedro morou quando criança) |
| Cleyde Blota        | assistente social                                              |
| Alexandra Richter   | enfermeira na clínica do Dr. Gabriel                           |

## Produção
Após o final da telenovela Felicidade, entraria no ar o remake de Mulheres de Areia, de Ivani Ribeiro, mas Glória Pires, escalada para viver a protagonistas Ruth e Raquel, engravidou de sua segunda filha, Antônia Morais, e a produção de Mulheres de Areia foi adiada para o ano seguinte. Walther Negrão foi então convocado às pressas para escrever a trama substituta de Felicidade, Despedida de Solteiro. O primeiro título pensado para a novela foi Adios Muchachos.
A abertura, inspirada nos jogos de videogame Pitfall! e Prince of Persia, exibia uma animação que simulava um joguinho pixelizado, em que o herói tinha que salvar a mocinha presa pelo vilão. O tema de abertura era um remix de Sugar, Sugar, clássico pop dos anos 60, gravada originalmente pela banda The Archies.
A novela utilizou a cidade cenográfica originalmente criada para Mulheres de Areia. A produção pintou a cidade cenográfica e modernizou o figurino dos personagens para resolver o problema da divisão da história em dois momentos, antes e depois da saída dos protagonistas da prisão. Para dar subsídios ao autor da novela, a produtora de arte Ana Blota fez um levantamento sobre cidades que se sustentam com a venda de soja, caso da fictícia Remanso. A novela foi ambientada no Rio de Janeiro e com algumas locações em Natal, no Rio Grande do Norte.
O figurino dos personagens e dos seus atores foi modernizado para a ambientação da segunda fase da trama. Ana Rosa contou que o corte de cabelo que usava na época, uma espécie de chanel com franja, foi confundido com uma peruca até pelo próprio diretor geral da novela, Reynaldo Boury. Para mudar um pouco o visual, a atriz sugeriu à equipe de caracterização o uso de marias-chiquinhas e rabos-de-cavalo, no estilo que a apresentadora Xuxa usava em seu então programa, Xou da Xuxa. Os penteados se enquadravam no perfil brega de sua personagem, Soraya, uma mãe de família que, interessada em subir na vida, não tinha senso de ridículo.
Para fazer Xampu, personagem de João Vitti, que, na trama, seria infectado pelo HIV na cadeia, Walther Negrão passou longas horas em uma casa de detenção fazendo pesquisas. Negrão ficou impressionado com o altíssimo índice de presidiários contaminados (segundo ele, 16% naquele ano). O autor comentou: "Foi uma experiência marcante. Achei que a novela poderia funcionar como um alerta para a precária situação dos presos aidéticos. A TV pode e deve fazer esse 'merchandising social'. Mas, na época, a TV Globo censurou a minha ideia, com o argumento de que o tema seria um 'vuduzão' para uma novela das 18 horas. E, em vez de ser violentado na prisão, contraindo assim o vírus da Aids, como eu havia planejado, o Xampu acabou morrendo de hepatite B depois de uma briga de faca com outro presidiário contaminado. Fiquei com pena. Até plasticamente é muito complicado mostrar um personagem depauperado pela AIDS".
Sirineo Farfan, que foi o personagem de Mauro Mendonça, já havia sido o nome de outro personagem de Walther Negrão, na novela Direito de Amar (1987), em que foi vivido pelo ator Carlos Gregório. Mas o personagem de uma novela nada teve a ver com o da outra.
Despedida de Solteiro não deve ser confundida com a novela Despedida de Casado, de 1977, que, apesar de capítulos gravados e chamadas no ar pela TV Globo, foi censurada e impedida de estrear.
Despedida de Solteiro marcou a estreia, na TV Globo, da atriz Helena Ranaldi. Também foi a primeira novela dos atores mirins Patrick de Oliveira, então com 11 anos, e Fernanda Nobre, com 9 anos na época. Ainda seria a primeira novela de Letícia Spiller, uma das antigas paquitas do Xou da Xuxa, e de Rita Guedes.

## Exibição
Foi reexibida pelo Vale a Pena Ver de Novo entre 4 de março e 9 de agosto de 1996, substituindo Renascer e foi substituída por Meu Bem, Meu Mal.
Em 2014, o Viva fez uma enquete para o público escolher a próxima reprise de novela, para substituir História de Amor, e Despedida de Solteiro ficou em 2º lugar, com 33%, tendo sido Tropicaliente, de 1994, a vencedora. Foi reexibida na íntegra pelo Viva de 29 de junho de 2015 a 24 de fevereiro de 2016, substituindo Tropicaliente e sendo substituída por Mulheres de Areia, sua substituta também na exibição original (1992-93).

### Outras Mídias
Em 22 de abril de 2024, foi disponibilizada na íntegra pelo Globoplay, como parte do Projeto Resgate.

## Audiência
Em sua exibição original, alcançou média de 45 pontos.

## Trilha sonora

### Despedida de Solteiro
Despedida de Solteiro, comumente chamada de Despedida de Solteiro - Nacional, é a trilha sonora nacional da homônima telenovela brasileira de 1992 da TV Globo, lançada em CD, K7, e LP pela Som Livre, em julho de 1992. O álbum conta com produção de Roger Henri e direção musical de Mariozinho Rocha.
A trilha abre com um dos recordistas de canções em trilhas de novelas, o grupo Roupa Nova, com “Ser Mais Feliz”, uma balada romântica tema da interesseira Bianca, vivida por Rita Guedes. A segunda faixa é a bela romântica “Deságua”, na voz de Selma Reis, que foi tema da misteriosa Marta, uma dos grandes momentos de Lucinha Lins na TV. Lenita, a protagonista vivida por Tássia Camargo, ganhou como tema a canção “Vendaval”, na voz da Joanna.
João Marcos, o protagonista vivido por Felipe Camargo, ganhou como tema “Mentira”, versão em português de "La Mentira", interpretada pelo romântico Sílvio César. “Coceira de Bem Querer”, interpretada pela dupla Tiãozinho & Alessandro, é a quinta faixa da trilha nacional, e a que mais tocou na trama.
A abertura de Despedida de Solteiro tem como tema a canção “Sugar, Sugar”, em uma regravação de DJ Les e The Kool Kat com participação de The Archies. Roger Henri, conhecido por suas composições instrumentais para as novelas, entrou na trilha de Despedida de Solteiro com “Sirineu o Farfan”, tema do mecânico Cirineu, vivido pelo Mauro Mendonça. 
A faixa 8, “Nós Dois”, dueto de Maurício Duboc e Varda, foi o tema de amor de Flávia e Pedro, personagens de Lúcia Veríssimo e Paulo Gorgulho. Helena Ranaldi estreou na Globo em Despedida de Solteiro, com a personagem Nina, que teve um grande destaque na trama, e ganhou como tema a canção “Meu Amor”, versão em português, composta e interpretada por Tunai, da canção “My Love”, originalmente composta por Paul McCartney e Linda McCartney.
O vilão Sérgio Santarém, vivido por Marcos Paulo, ganhou como tema a canção “O que Você Quer”, de Roberto de Carvalho. Sérgio Reis entrou na trilha com “Toda Vez que a Gente Encontra Um Novo Amor”, tema da solteirona Socorro, vivida por Cristina Mullins. Robertinho de Recife aparece na trilha com a instrumental “Broken Sea (Mar Quebrado)”, que acompanha o misterioso personagem Mike, vivido por Jayme Periard. O álbum termina com a faixa instrumental de Roger Henri, “Brinquedos”, tema do carismático e bonachão Vitório, vivido por Elias Gleiser.

#### Lista de faixas
| N.º            | Título                                       | Compositor(es)                                       | Artista(s)                                     | Duração |  |
| 1.             | "Ser Mais Feliz" ("You Are a Big Girl Now")  | Colin Vearncombe Dudu Falcão (versão)                | Roupa Nova                                     | 4:17    |  |
| 2.             | "Deságua"                                    | Serginho Sá Leci Strada                              | Selma Reis                                     | 3:20    |  |
| 3.             | "Vendaval"                                   | Chico Roque Paulo Sérgio Valle                       | Joanna                                         | 4:20    |  |
| 4.             | "Mentira" ("La Mentira")                     | Álvaro Carrillo Dudu França (versão)                 | Sílvio César                                   | 3:41    |  |
| 5.             | "Coceira de bem Querer"                      | Sá                                                   | Tiãozinho & Alessandro                         | 3:18    |  |
| 6.             | "Sugar, Sugar"                               | Andy Kim Jeff Barry                                  | DJ Les e The Kool Kat com part. de The Archies | 3:11    |  |
| 7.             | "Sirineu o Farfan" (instrumental)            | Roger Henri                                          | Roger Henri                                    | 2:04    |  |
| 8.             | "Nós Dois"                                   | Maurício Duboc Aldir Blanc                           | Maurício Duboc e Varda                         | 4:10    |  |
| 9.             | "Meu Amor" ("My Love")                       | Paul McCartney Linda McCartney Tunai (versão)        | Tunai                                          | 3:18    |  |
| 10.            | "O que Você Quer"                            | Roberto de Carvalho Arnaldo Antunes                  | Roberto de Carvalho                            | 4:31    |  |
| 11.            | "Toda Vez que a Gente Encontra Um Novo Amor" | Carlos Colla Augusto César                           | Sérgio Reis                                    | 3:46    |  |
| 12.            | "Broken Sea (Mar Quebrado)" (instrumental)   | Renato Ladeira Robertinho de Recife Julinho Teixeira | Robertinho de Recife                           | 4:05    |  |
| 13.            | "Brinquedos" (instrumental)                  | Henri                                                | Roger Henri                                    | 2:53    |  |
| Duração total: | Duração total:                               | Duração total:                                       | Duração total:                                 | 46:54   |  |

### Despedida de Solteiro - Internacional
Despedida de Solteiro - Internacional é o segundo álbum da trilha sonora da telenovela brasileira de 1992 da TV Globo, Despedida de Solteiro, lançado em CD, K7, e LP pela Som Livre, em outubro de 1992.
A Trilha internacional trouxe na capa, ao invés de nomes de destaque na trama, como Rita Guedes ou Helena Ranaldi, os 4 protagonistas – Pedro, João, Paschoal, e Xampu, vividos por Paulo Gorgulho, Felipe Camargo, Eduardo Galvão, e João Vitti, respectivamente. A foto é da primeira fase da trama. Inclusive, quando a trilha foi lançada, o personagem Xampu já havia morrido.
O compilado encontrado no disco é completo com sucessos de todos os gêneros, que representa aquele começo de década dos anos 90. Nomes como Donna Summer, Lionel Ritchie, Annie Lennox, Brigitte Nielsen, Gazebo, Double You, entre outros, fazem parte da trilha sonora.
"Breakaway", clássico da Donna Summer, abre a trilha internacional, sendo tema de locação de Remanso, a cidade fictícia da trama. O Romance conturbado de Flávia e Pedro, vividos por Lúcia Veríssimo e Paulo Gorgulho, ganhou a faixa "Do It to Me", composta e interpretada por Lionel Ritchie, como tema. O Núcleo jovem ganhou a canção "Please Don't Go", um dos grandes sucessos de Double You, como tema. 
João Marcos e Lenita, casal vivido por Felipe Camargo e Tássia Camargo, ganhou como tema "Why Should I Love You", da cantora inglesa Des'ree, quarta faixa do álbum. A quinta faixa, "Why", de Annie Lennox, foi tema da emblemática Socorro, vivida por Cristina Mullins. A sexta faixa, "You", de Ten Sharp, foi tema do misterioso Mike, personagem vivido por Jayme Periard.
Nina, vivida por Helena Ranaldi, ganhou como tema a canção "Sweeter than You", de Chris Shelton. O Vilão Sérgio Santarém, vivido por Marcos Paulo, ganhou como tema internacional a canção "Don't Talk Just Kiss", do trio inglês Right Said Fred. Marta, personagem de Lucinha Lins, ganhou a canção "Just Take My Heart", da banda Mr. Big como tema.
A décima faixa do álbum, "I Like Chopin 91'", do cantor italiano Gazebo, foi tema de locação. "Stay", da banda britânica Shakespears Sister, foi tema da personagem Paula, vivida por Patrícia Perrone. "My Girl (My Guy)", versão de "My Girl" de The Temptations, cantada por Brigitte Nielsen, é tema de Paschoal Papagaio, vivido por Eduardo Galvão. A trilha fecha com os brasileiros DJ Memê e o saxofonista Beto Saroldi, com a instrumental "Italian Mission”, tema dos jovens da novela.

#### Lista de faixas
| N.º            | Título                           | Compositor(es)                                  | Artista(s)                        | Duração |  |
| 1.             | "Breakaway"                      | Mike Stock Matt Aitken Pete Waterman            | Donna Summer                      | 4:01    |  |
| 2.             | "Do It to Me"                    | Lionel Richie                                   | Lionel Richie                     | 4:23    |  |
| 3.             | "Please Don't Go"                | Harry Wayne Casey Richard Finch                 | Double You                        | 3:16    |  |
| 4.             | "Why Should I Love You"          | Des'ree                                         | Des'ree                           | 4:14    |  |
| 5.             | "Why"                            | Annie Lennox                                    | Annie Lennox                      | 4:53    |  |
| 6.             | "You"                            | Niels Hermes Ton Groen                          | Ten Sharp                         | 4:02    |  |
| 7.             | "Sweeter than You"               | Richard Lupin                                   | Chris Shelton                     | 2:59    |  |
| 8.             | "Don't Talk Just Kiss"           | Richard Fairbrass Rob Manzoli Fred Fairbrass    | Right Said Fred                   | 3:58    |  |
| 9.             | "Just Take My Heart"             | Eric Martin André Pessis                        | Mr. Big                           | 3:45    |  |
| 10.            | "I Like Chopin 91'"              | Gazebo Pierluigi Giombini                       | Gazebo                            | 4:27    |  |
| 11.            | "Stay"                           | Siobhan Fahey Marcella Detroit Jean Guiot [ a ] | Shakespears Sister                | 3:45    |  |
| 12.            | "My Girl (My Guy)"               | Wm. Smokey Robinson Ronald White                | Brigitte Nielsen                  | 3:59    |  |
| 13.            | "I Wonder Why"                   | Curtis Stigers Glen Ballard                     | Curtis Stigers                    | 3:43    |  |
| 14.            | "Italian Mission" (instrumental) | Marcello “Memê” Mansur                          | DJ Memê com part. de Beto Saroldi | 3:37    |  |
| Duração total: | Duração total:                   | Duração total:                                  | Duração total:                    | 56:02   |  |

Notas
1. ↑  Pseudônimo de Dave Stewart.